# Place Peter Benoit
La place Peter Benoit (en néerlandais : Peter Benoitplein) est la place principale de la section bruxelloise de Neder-Over-Heembeek. On y trouve l'église Saints-Pierre-et-Paul. 
Elle doit son nom au compositeur Peter Benoit.

## Histoire
La place se trouve entre les deux anciens villages de Neder-Heembeek et Over-Heembeek. La place a été construite en même temps que l'église Saints-Pierre-et-Paul, église qui a été construite pour remplacée les deux églises des deux villages. La construction de la place s’intègre au développement urbanistique de Neder-Over-Heembeek et dans une plus grande fusion des deux anciens villages. La construction de la place comme de l'église a été décidé en 1927.

## Mémorial à Peter Benoit
On y trouve un Mémorial à Peter Benoit qui a été inauguré le 07 janvier 1951,.

## Marché
Tous les vendredis, un marché s'installe sur la place.

## Friterie Chez Jef
On y trouve la friterie Chez Jef qui plusieurs fois a été classée meilleure friterie bruxelloise,.

## Accès
La place est desservie par les lignes 47, 53 et 56 de la STIB.
Il y a également une borne Villo! située sur la place.